# Zeeboompje
Het zeeboompje (Eudendrium arbuscula) is een hydroïdpoliep uit de familie Eudendriidae. De poliep komt uit het geslacht Eudendrium. Eudendrium arbuscula werd in 1859 voor het eerst wetenschappelijk beschreven door Wright.

## Beschrijving
Deze hydroïdpoliep vormt dichtbegroeide kolonies, twee tot vijf centimeter hoog, met kleine poliepen aan de uiteinden van elke takje. De poliepen zelf zijn wit, roze tot oranje van kleur met talrijke, afwisselende, kleurloze tentakels en een ring van grote netelcellen (nematocysten) aan de basis van het polieplichaam. De vrouwelijke voortplantingsorganen zijn feloranje, de mannelijke bleekoranje.

## Verspreiding
Het zeeboompje komt voor in de Middellandse Zee, het noordwesten van de Atlantische Oceaan en in Europese wateren.